# Station Springe
Station Springe (Bahnhof Springe) is een spoorwegstation in de Duitse plaats Springe, in de deelstaat Nedersaksen. Het station ligt aan de spoorlijn Hannover - Soest. 

## Indeling
Het station heeft één eilandperron met twee perronsporen, welke deels is overkapt. Het perron is te bereiken vanaf een voetgangerstunnel die de straten Bürgermeister-Peters-Straße en Industriestraße verbindt. Deze tunnel heeft alleen een lift naar het perron en naar het stationsplein aan de zuidzijde van het station. Hier bevindt zich ook het centrale busstation (Zentrale Omnibusbahnhof, ZOB) van Springe, tevens is er een taxistandplaats. Aan beide zijde van de sporen zijn er parkeerplaatsen en fietsenstallingen.

## Verbindingen
Het station is onderdeel van de S-Bahn van Hannover, die wordt geëxploiteerd door DB Regio Nord. De volgende treinseries doen het station Springe aan:
| Serie | Treinsoort             | Route | Bijzonderheden                 |
| ----- | ---------------------- | --- | ------------------------------ |
| S5    | S-Bahn (DB Regio Nord) | Hannover Flughafen – Hannover Hbf – Hannover Bismarckstraße – Springe – Hamelen – Bad Pyrmont – Paderborn Hbf | Flughafen - Hamelen 2x per uur |
| S51   | S-Bahn (DB Regio Nord) | Seelze – Hannover Hbf – Hannover Bismarckstraße – Springe – Hamelen                                           | Alleen tijdens de spits        |